# Henschel Hs 132
Хеншель Hs 132 (нем. Henschel Hs 132) — немецкий реактивный пикирующий бомбардировщик и перехватчик периода конца Второй мировой войны. Разработки самолета велись в 1944—1945 годах фирмой Henschel. Летные испытания были намечены к лету 1945 года. Построено три незавершенных прототипа, летных испытаний не проводилось.

## Конструкция самолета
Henschel Hs 132 — моноплан нормальной аэродинамической схемы с двухкилевым оперением. 
Отличительной чертой самолета было расположение двигателя — наверху фюзеляжа.
Необычным было расположение пилота в кабине — он лежал на животе. При таком положении, как показали исследования, пилот легче переносил значительные перегрузки при выводе самолета из пике при бомбометании (вплоть до 12 G, на такую перегрузку рассчитывалась конструкция самолета). Это, в свою очередь, позволяло достичь больших скоростей пикирования и уменьшить уязвимость самолета от огня наземных средств ПВО. Однако испытания трофейной машины  показали ошибочность подобных предположений. 
Также, низкая газодинамическая устойчивость тогдашних ТРД при больших углах пикирования приводила бы к срыву их работы.

## Варианты модификации самолета
Hs 132A — пикирующий бомбардировщик, двигатель BMW 003, 1 бомба 500 кг;
Hs 132B — перехватчик, двигатель Jumo 004, 1 бомба 500 кг, 2 × 20 мм пушки MG 151
Hs 132C — штурмовик, двигатель He S 011, 1 бомба 500 кг, 2 × 20 мм пушки MG 151 и 2 × 30 мм пушки MK 103

## Технические характеристики
- Экипаж: 1
- Длина: 8,9 м.
- Размах крыльев: 7,20 м.
- Высота: 3,00 м.
- Двигатель: 1 ТРД BMW 003A

## Летные характеристики (расчетные)
- Максимальная скорость: 780 км/ч на высоте 6000 м.
- Практический потолок: 10 000 м.
- Дальность: 1120 км.

## Вооружение (Hs 132B)
- Одна авиабомба 500 кг
- 2x 20-мм авиационные пушки MG 151/20